# Eoparargyractis
Eoparargyractis és un gènere d'arnes de la família Crambidae.

## Taxonomia
- Eoparargyractis floridalis Lange, 1956
- Eoparargyractis irroratalis (Dyar, 1917)
- Eoparargyractis plevie (Dyar, 1917)